# Ursulines de la Vierge Immaculée
Ne doit pas être confondu avec Ursulines de Marie Immaculée.
Les Ursulines de la Vierge Immaculée sont une congrégation religieuse féminine enseignante et hospitalière de droit pontifical.

## Histoire
La congrégation est fondée le 3 décembre 1818 à Gandino par le Père Francesco Della Madonna (1771-1846) dans le but d'enseigner aux filles de l'école primaire municipale et de gérer l'internat. L'association est érigée en congrégation religieuse de droit diocésain le 19 juillet 1858 par décret de Speranza, évêque de Bergame. Le même jour, 19 sœurs prononcent leurs vœux religieux. L'institut obtient le décret de louange le 8 février 1904 ; il est définitivement approuvé par le Saint-Siège en 1909.
Maria Dositea Bottani (1896-1970) supérieur générale de la congrégation, est reconnue vénérable le 25 novembre 2021.

## Activités et diffusion
Les sœurs se consacrent à l'enseignement. Elles gèrent également des pensionnats et des foyers pour mineurs en difficulté ainsi que des maisons de retraite.
Elles sont présentes en: 
- Europe : Italie, Pologne.
- Amérique : Argentine, Brésil.
- Afrique : Érythrée, Éthiopie, Kenya, Soudan du Sud.

La maison-mère est à Bergame. 
En 2017, la congrégation comptait 398 sœurs dans 57 maisons.